# 3102 Krok
A 3102 Krok (ideiglenes jelöléssel 1981 QA) egy földközeli kisbolygó. Ladislav Brožek fedezte fel 1981. augusztus 21-én.